# Ернст-Ульріх Блаудов
Ернст-Ульріх Блаудов (нім. Ernst-Ulrich Blaudow; 9 листопада 1914, Штральзунд — 8 квітня 1945, Кельтське море) — німецький офіцер-підводник, капітан-лейтенант резерву крігсмаріне (1 листопада 1944).

## Біографія
В 1935 році вступив на флот. З вересня 1939 року служив в 13-му дивізіоні корабельних гармат, з квітня 1940 року — 1-му морському унтерофіцерському навчальному дивізіоні. З червня 1940 року — вахтовий офіцер в 15-й флотилії форпостенботів. З серпня 1940 року служив в частинах берегової оборони на західному узбережжі Норвегії. В березні-серпні 1943 року пройшов курс підводника. З 18 листопада 1943 року — командир U-1001, на якому здійснив 6 походів (разом 137 днів у морі). 8 квітня 1945 року U-1001 був потоплений в Кельтському морі південно-західніше Лендс-Енд глибинними бомбами британських фрегатів «Фіцрой» і «Байрон». Всі 46 членів екіпажу загинули.

## Нагороди
- Нагрудний знак мінних тральщиків (1941)
- Залізний хрест
  - 2-го класу (1941)
  - 1-го класу (31 березня 1942)